# Dinocheirus obesus
Espèce
Synonymes
- Chelanops obesus Banks, 1909

Dinocheirus obesus est une espèce de pseudoscorpions de la famille des Chernetidae.

## Distribution
Cette espèce se rencontre aux États-Unis en Arizona et au Mexique en Basse-Californie.

## Description
L'holotype mesure 4 mm.

## Publication originale
- Banks, 1909 : New tropical pseudoscorpions. Journal of the New York Entomological Society, vol. 17, p. 145-148 (texte intégral).